# Nukleinsyra
Nukleinsyror (av latinets nucleus, cellkärna) är högmolekylära kemiska föreningar som förekommer naturligt i levande organismer i form av deoxiribonukleinsyra (DNA) och ribonukleinsyra (RNA). Kemiskt sett är nukleinsyror biopolymera makromolekyler – polymer av nukleotider – även kallade polynukleotider.
En nukleotid består av tre delar: (1) kvävebas, en kvävebas innehåller kväve samt har basiska egenskaper; (2) en sockerrest (pentos) som har sitt ursprung i B-furanos, den cykliska formen av ribos och slutligen krävs det (3) minst en fosfatgrupp som bildar en fosfodiester-bindning. Nukleinsyrorna innehåller genetisk information som avgör egenskaperna hos en levande organism.  Informationen i nukleinsyrorna styr proteinsyntesen och denna information bevaras till organismens avkomma, så att anlagen kan föras vidare.  I proteinsyntesen styr nukleinsyrorna vilken struktur proteinerna kommer att få samt vilka enzymer organismen kommer att producera. Enzymerna kan i sin tur avgöra vilka andra essentiella substanser som organismen kan producera samt vilka kemiska reaktioner som kan genomföras.

## Olika typer av nukleinsyror

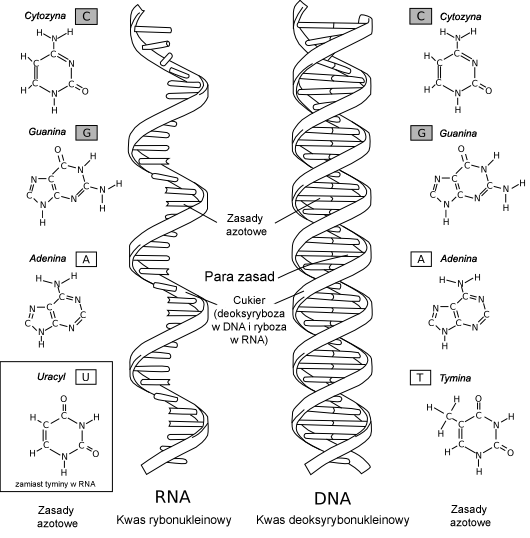
Illustration av enkelsträngat RNA och dubbelsträngat DNA, samt kvävebaserna: adenin (A), cytosin (C), guanin (G), tymin (T) och uracil (U).

Det finns två typer av nukleinsyror hos levande organismer: ribonukleinsyra (RNA) samt deoxiribonukleinsyra (DNA). Förutom i vissa enstaka virus, så består RNA av en enkelsträngad polynukleotidkedja, DNA består av en dubbelsträngad kedja av polynukleotider, ett duplex sammansatt i en helixformad struktur. Inom de båda nukleinsyrorna bildar både fosfater samt sockerarterna en hydrofilryggrad, till där kvävebaser kan binda intill sockerarterna och bilda en hydrofobsida av molekylen.  Hos DNA är varje kedja sammankopplad med vätebindningar emellan kvävebaserna så att DNA-molekylen får strukturen av en helix-formad stege.

### Skillnader i kemisk struktur
DNA och RNA består av annorlunda kemiska föreningar.  RNA består av sockerarten ribos, DNA som istället består av sockerarten deoxiribos har ingen hydroxigrupp bunden till 2′-kolet inom sockerarten. Tre kvävebaser är gemensamma för båda nukleinsyrorna: adenin (A), cytosin (C) och guanin (G). För endast RNA finns dessutom kvävbasen uracil (U) och för endast DNA finns tymin (T). DNA består av cytosin, uracil och tymin som utgör pyrimidingruppen som består av en enkelringad struktur av sex stycken atomer. Adenin och guanin tillhör puringruppen som består av dubbelringad struktur av två sammanlänkade ringar med sammanlagt nio stycken atomer. Inom DNA hålls molekylen huvudsakligen ihop av vätebindningar emellan kvävebaserna. Vätebindningarna basparar alltid adenin till tymin och cytosin till guanin, denna sammanlänkning av specifika kvävebaser kallas för komplementär basparning. Den komplementära basparningen framförs också i början av proteinsyntesen när DNA transkriberas om till RNA.  Adeninet i DNA-sekvensen basparar med uracil i RNA. DNA och RNA består av långa kedjor innehållande hundratals och tusentals nukleotider till antal med kvävebaser arrangerade i en mycket specifik ordning. Alla cellulära organismer bär på både DNA och RNA. Virus bär på antingen DNA eller RNA.

## Nukleinsyrors lagring av information

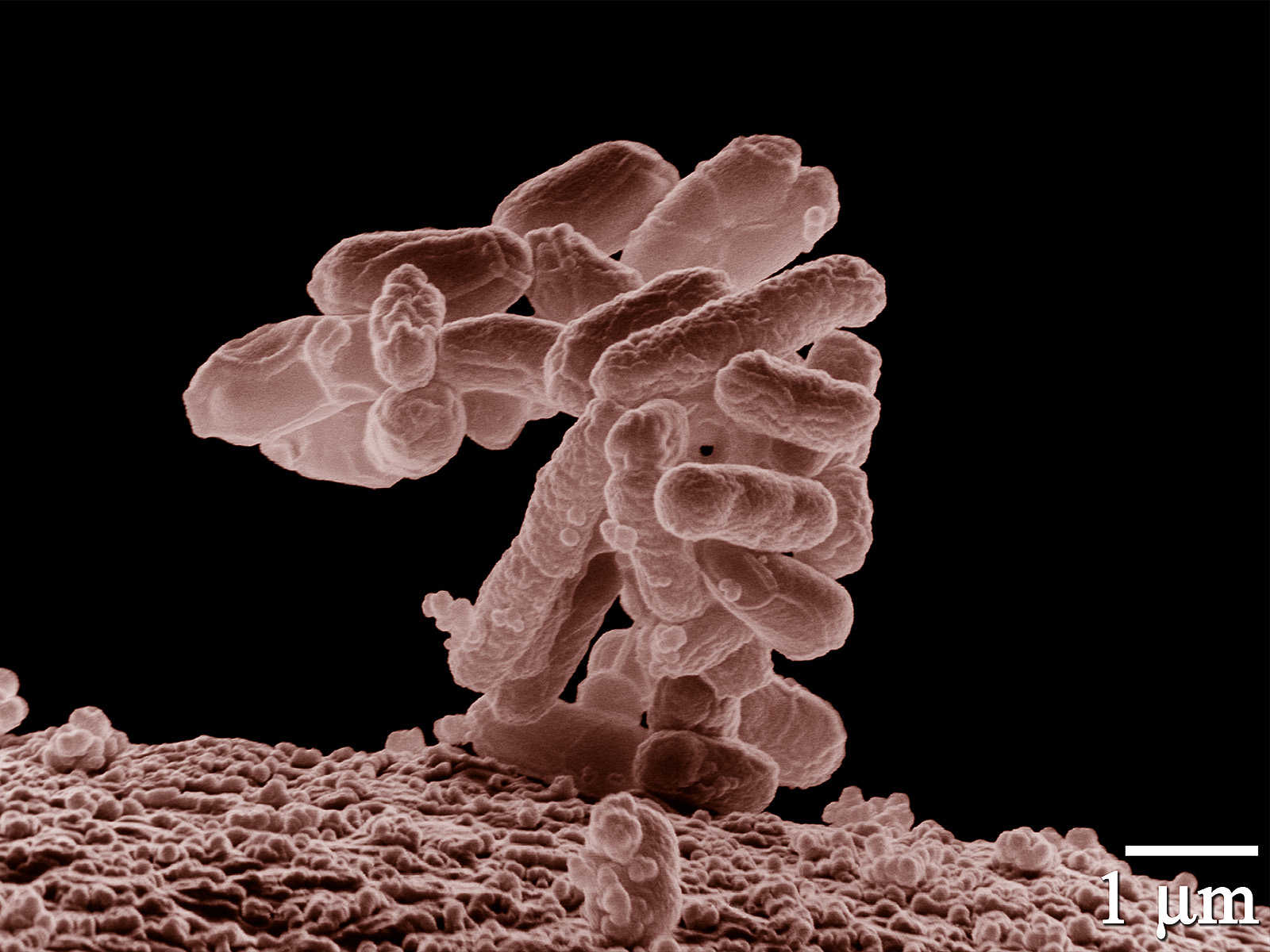
E. coli (Escherichia coli) är en av de mest undersökta organismerna i världen.

All information om en cells struktur samt dess funktioner finns lagrat i cellens DNA (deoxiribonukleinsyra).  Om vi tar E. coli-bakterien (Escherichia coli) som  exempel,  i  dess kromosom  består varje hopparat band av DNA  av ca  5 miljoner kvävebaser, som  är sammansatta i en specifik linjärsekvens. Faktiskt består E. coli genomet av 4 639 221 stycken baspar som kodar för åtminstone 4228 olika protein.  Informationen lagrad i kvävebaserna är uppdelad till enheter av hundratal kvävebaser, varje enhet utgör en så kallad gen.  Man kan likna gener till långa meningar i DNA -sekvensen. Varje mening i detta språk består av ett fyrabokstävers alfabet som utgörs av de hittills enda kända kvävebaserna i DNA: adenin (A), tymin (T), cytosin (C), och guanin (G).  Varje kvävebas kan kombineras till ett nästan oändligt stort antal, på samma sätt kan man anta att antalet möjliga genkombinationer uppnår nästan det oändliga också. Om varje gen innehåller ca 500 kvävebaser och varje kromosom innehåller ca 5 miljoner kvävebaser, betyder det att kromosomen bär på informationen för 10 000 gener, vilket säger oss att DNA-sekvensens lagringskapacitet är ytterst stor.